# Richard Binzel
Richard P. Binzel (né en 1958 ) est un professeur de planétologie au Massachusetts Institute of Technology (MIT). Il est l'inventeur de l'échelle de Turin, une méthode pour classer le risque d'impact lié aux objets géocroiseurs comme les astéroïdes et les comètes.
Avec Schelte J. Bus, il est l'auteur d'une classification spectrale des astéroïdes, la classification SMASS, pour Small Main-Belt Asteroid Spectroscopic Survey, pour 1447 astéroïdes.
Binzel a reçu le prix Harold Clayton Urey de la Société américaine d'astronomie en 1991. Il a aussi reçu le prix MacVicar pour la qualité de ses cours au MIT en 1994.
L'astéroïde (2873) Binzel a été nommé en son honneur.

## Astéroïdes découverts
| Astéroïdes découverts : 3 | Astéroïdes découverts : 3 |
| ------------------------- | ------------------------- |
| (11868) Kleinrichert      | 2 octobre 1989            |
| (13014) Hasslacher        | 17 novembre 1987          |
| (29196) Dios              | 9 décembre 1990           |